# Miss Universo Filipinas
O Miss Universo Filipinas (em inglês: Miss Universe Philippines - MUPH) é um concurso criado em dezembro 2019 para eleger a representante das Filipinas para o Miss Universo.
A sede do concurso é na Empire Studios, 2nd Level Uptown Mall, Bonifacio Global City, Taguig.

## História
Lançado, o novo concurso trouxe nomes conhecidos no chamado "mundo miss", entre eles a Miss Filpinas 2011, Shamcey Supsup, como a diretora nacional, e o agente de talentos Jonas Gaffud como diretor criativo. 
Em julho de 2021, em meio à pandemia de covid-19, a organização anunciou um novo formato para o certame: 100 candidatas seriam pré-selecionadas. Elas passariam por diversas provas e depois o grupo seria reduzido para 75, que seria depois reduzido para 50 e, finalmente, para 30. No entanto, no final apenas 28 competiram, já que Joanna Marie Rabe desistiu por estar com dengue e Ybonne Ortega, por testar positivo para covid-19.  
Em 2022, nova mudança: a organização revelou apenas um top 50, que depois foi reduzido a um Top 32. Neste ano também foi introduzida uma nova coroa, substituindo a antiga, que era prateada e com pedras nas cores da bandeira filipina. A nova coroa, dourada, com cristais e pérolas, foi chamada La Mer en Majesté.  

## Vencedoras
| Edição | Ano  | Cidade-sede          | Local da final                  | Miss Universo Filipinas         | Segunda Colocada                | Terceira Colocada           | Quarta Colocada                       | Quinta Colocada                      | Candidatas | Ref.  |
| ------ | ---- | -------------------- | ------------------------------- | ------------------------------- | ------------------------------- | --------------------------- | ------------------------------------- | ------------------------------------ | ---------- | ----- |
| 1ª     | 2020 | Benguet Baguio       | Baguio Country Club             | Iloilo City Rabiya Occeña Mateo | Parañaque Ysabella Roxas Ysmael | Quezon City Michele Gumabao | Bohol Pauline Amelinckx               | Cavite Kimberly Hakenson             | 46         |       |
| 2ª     | 2021 | Panglao, Bohol       | Henann Resort Convention Center | Cebu City Beatrice Luigi        | Taguig Katrina Jayne Dimaranan  | Cavite Kim Victoria Vincent | Pangasinan Maureen Christa Wroblewitz | Cebu Province Steffi Rose Aberasturi | 28         |       |
| 3ª     | 2022 | Pasay, Metro Manila, | Mall of Asia Arena              | Pasay Silvia Celeste Cortesi    | Makati Michelle Daniela Dee     | Bohol Pauline Amelinckx     |                                       |                                      | 31         | [ 8 ] |

## Galeria de vencedoras

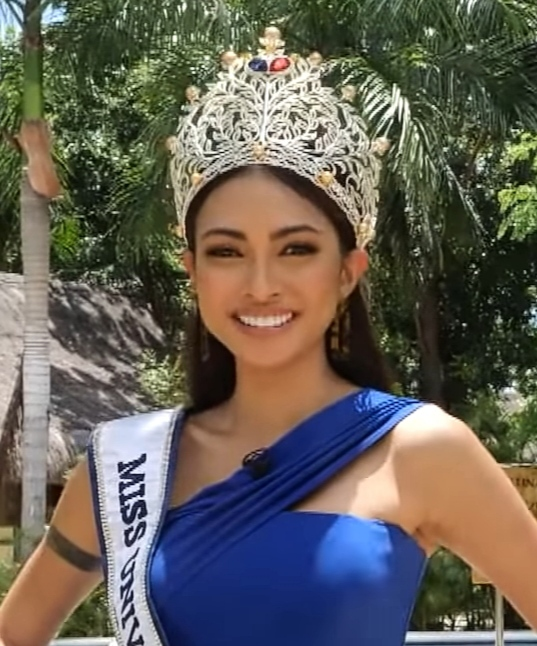
Beatrice (2021)
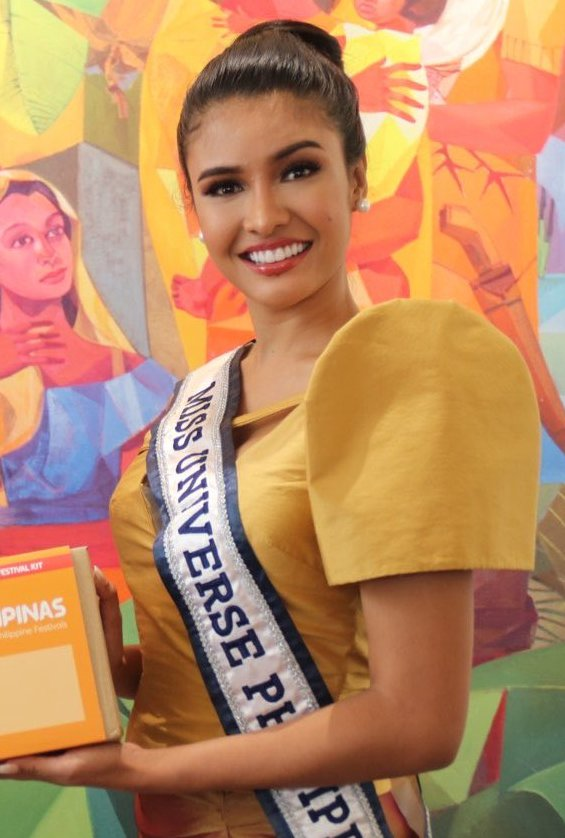
Rabiya (2020)